# 991
سنة 991 م كانت سنة بسيطة تبدأ يوم الخميس (الرابط يظهر نموذج التقويم الكامل للسنة) من التقويم اليولياني.

## وفيات
- محمد بن يبقى بن زرب.
- يعقوب بن كلس.